# Dallas - Il ritorno di J.R.
Dallas - Il ritorno di J.R. ( Dallas: J.R. Returns) è il primo dei due film televisivi che narrano le vicende successive della serie Dallas. Diretto da Leonard Katzman nel 1996, riunisce 3 degli interpreti storici del serial, Larry Hagman, Linda Gray e Patrick Duffy, nei rispettivi ruoli di J.R., Sue Ellen e Bobby.
Trasmesso negli Stati Uniti il 15 novembre 1996 sulla rete CBS, in Italia è arrivato direttamente in VHS nel giugno 1997 su etichetta Warner Home Video, per poi essere trasmesso in prima visione su Rete 4 il 2 gennaio 1998 con il titolo Dallas - Ritorno a Dallas.

## Trama
J.R. è tornato a Dallas dopo 5 anni di assenza in Europa ed è deciso di riprendersi la Ewing Oil, l'azienda petrolifera fondata dal padre ormai morto da tempo. Per riuscire nel suo intento, lancia un'esca al vecchio rivale Cliff Barnes, nemico storico ora presidente della Ewing Oil stessa, con l'intento di ritardare la fusione con un'azienda più grande, presieduta da Carter McKay. I soldi che gli servono per i suoi intenti li trova rubando delle azioni che dovrebbero andare al figlio John Ross, le quali sono nel frattempo schizzate alle stelle per un valore di 200 milioni di dollari. Poiché queste azioni andrebbero al figlio solo alla morte del padre, J.R. si avvale della collaborazione di Anita Smithfield per inscenare la sua morte, fa poi spostare le azioni su un suo conto contando sulla somiglianza dei nomi tra John Ross II (J.R.) e John Ross III (il figlio) e le fa subito vendere. Dopo aver raccontato una storia fantasiosa di rapimento per riappropriarsi della sua vita,  utilizza quei soldi per comprare e dirigere la Westar Oil, società che sta comprando la Ewing Oil, costringendo Cliff Barnes a vendere al fratello Bobby. In questo modo ottiene due obiettivi: liberarsi di Cliff e controllare più o meno direttamente entrambe le società. Il fratello però vende metà delle azioni della Ewing Oil all'ex-moglie di J.R., Sue Ellen, mossa che non lo turba più di tanto perché così sa che suo figlio (il quale è tornato a Dallas per partecipare al funerale del padre) rimarrà al ranch assieme a lui.
Nel frattempo Bobby incontra e si innamora di Julia Cunningham, che vive con l'amica Pamela Cooper, di cui a sua volta si è invaghito Christopher e che è, fra l'altro, la figlia di Cliff e della sua ex-compagna Afton Cooper. Per distrarre lo stesso Cliff dalla vendita della Ewing Oil, J.R. fa rinchiudere Afton in un istituto per tossicodipendenti e, quand'è il momento giusto, ovvero il giorno della vendita della compagnia petrolifera, gli fa sapere tramite l'investigatore di Cliff, probabilmente in combutta con J.R., dove è la figlia e, contemporaneamente, fa sapere alla figlia di Cliff dove si trova la madre; il tutto per far allontanare Cliff dalla città. Quando Cliff, Afton e la figlia si rincontrano, la signora fa cenno a Cliff di non rivelare a Pamela che egli è suo padre, e Cliff dice che è solo un amico della madre. Ora il ranch Southfork è di nuovo popolato dai due fratelli Ewing ed i loro figli, con J.R. che è riuscito a tornare sulla breccia dell'onda e, sia pur per uno scopo egoistico, a riunire tutta la famiglia.